# Bons Baisers de Paris (recueil)
Pour les articles homonymes, voir Bons baisers de....
Cet article possède un paronyme, voir Bons baisers de partout.
Bons Baisers de Paris (For Your Eyes Only) est un recueil de cinq nouvelles d'espionnage de l'écrivain britannique Ian Fleming mettant en scène le personnage de James Bond pour la huitième fois. Il est publié le 11 avril 1960 au Royaume-Uni. Une première traduction française partielle paraît en 1961 sous le titre James Bond en danger avant qu'une seconde traduction plus complète sorte en 1965 sous le titre définitif Bons Baisers de Paris. Cet ouvrage marque un changement de format pour Ian Fleming qui avait écrit les sept précédentes aventures de James Bond sous forme de romans.
Les cinq nouvelles mettent en scène l'agent secret britannique James Bond dans différentes missions professionnelles et aventures personnelles. Il enquête sur le meurtre d'un militaire britannique et le vol de documents confidentiels en France dans Bons Baisers de Paris, il traque en Amérique du Nord un ancien nazi responsable du meurtre d'amis de M dans Top secret, il reçoit une leçon de vie aux Bahamas dans Chaleur humaine, il cherche à mettre fin à un trafic d'héroïne entre l'Italie et le Royaume-Uni dans Risico, et il participe à la capture d'un poisson rare aux Seychelles dans Le Spécimen rare de Hildebrand.
Quatre des cinq nouvelles du recueil sont adaptées en comic strip en 1961 et 1967. Deux nouvelles sont librement adaptées en 1981 au cinéma dans Rien que pour vos yeux dans le cadre de la série de films de James Bond d'EON Productions, avec Roger Moore dans le rôle de 007. Les intrigues et les titres des trois autres nouvelles sont en partie repris dans Dangereusement vôtre en 1985, Permis de tuer en 1989 et Quantum of Solace en 2008.

## Composition du recueil
Le recueil rassemble cinq nouvelles :
1. Bons Baisers de Paris ou James Bond en embuscade (From a View to a Kill)
2. Top secret (For Your Eyes Only)
3. Chaleur humaine (Quantum of Solace)
4. Risico (Risico)
5. Le Spécimen rare de Hildebrand (The Hildebrand Rarity)

### Bons Baisers de Paris

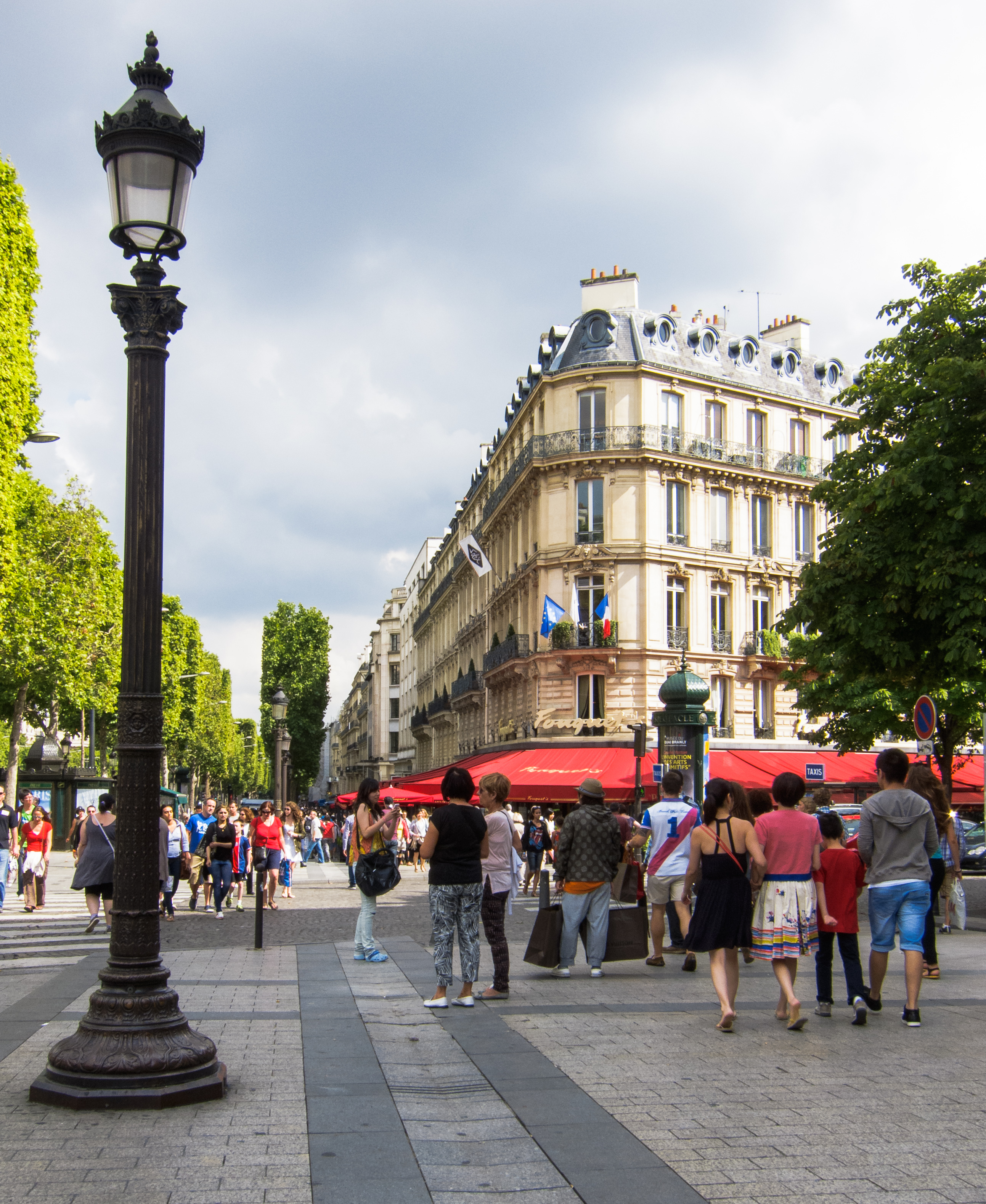
Le Fouquet's à Paris où se trouve James Bond avant sa mission.

#### Résumé
Une estafette britannique à moto est abattue dans l'Ouest de Paris, en France, sur son trajet hebdomadaire entre le Grand Quartier général des puissances alliées en Europe (SHAPE) de l'OTAN à Louveciennes et les bureaux de la station F (France) du MI6 à Saint-Germain-en-Laye. Les documents militaires classés secrets qu'elle transportait ont été volés. L'agent secret James Bond, qui se trouve alors à Paris après une mission ratée à la frontière austro-hongroise, est chargé par M d'apporter son aide à l'enquête en cours. Il s'installe au SHAPE où le Colonel Schreiber, directeur de la sécurité, s'impatiente des vérifications faites par Bond. Au bout de trois jours, Bond découvre que des gitans étaient présents dans les environs pendant plusieurs mois jusqu'à leur récent et brusque départ. Voyant en eux une couverture parfaite pour des agents étrangers, il décide de surveiller la clairière où ils s'étaient installés. Il est alors surpris de voir trois hommes sortir d'une cache souterraine. Le lendemain, Bond prend la place d'une estafette et, conformément à ce qu'il espérait, il est pris en chasse par un des trois hommes portant un uniforme britannique. Alors que le motard se rapproche à grande vitesse, Bond fait volte-face et l'abat. Il se rend ensuite au repaire dans la clairière et avec l'aide des autres agents de la station F cachés en embuscade arrête les deux agents qui s'avèrent être russes. Sauvé par Mary Ann Russell, son agent de liaison avec la station F, Bond l'emmène dîner comme promis.

#### Personnages
- James Bond (007) : agent secret britannique du MI6 chargé d'enquêter sur l'assassinat d'une estafette britannique et le vol de documents classés secrets en France.
- Mary Ann Russell : jeune agent de la station F (France) du MI6 servant d'agent de liaison à Bond.
- Wing Commander Rattray : chef de la station F (France) du MI6.
- Colonel G.A. Schreiber : directeur américain de la sécurité au SHAPE.
- Caporal Bates : estafette britannique de la Royal Corps of Signals assassinée en France.
- Dresseur des chiens

#### Lieux
La nouvelle se déroule entièrement en France, au centre et à l'ouest de Paris. Le trajet de l'estafette se fait entre le Grand Quartier général des puissances alliées en Europe (SHAPE) de l'OTAN situé à Louveciennes, le long de l'A13, et les bureaux de la station F (France) du MI6 situés à Saint-Germain-en-Laye. Elle prend la RN 184 — actuelle RN 186 — vers le sud, passe en dessous de l'A13, tourne à l'ouest à Rocquencourt sur la RN 307 — actuelle RD 307 —, traverse les communes de Bailly et Noisy-le-Roi, tourne au nord à Saint-Nom-la-Bretèche sur la RD 98, passe de nouveau en dessous de l'A13, et traverse la forêt de Marly en direction de Fourqueux, commune limitrophe de Saint-Germain-en-Laye. Le crime a lieu sur la RD 98 en plein milieu de la forêt, au niveau du Carrefour des Curieux — probablement la carrefour proche de la maison forestière des curieux. James Bond attend au Fouquet's, se trouvant à l'angle des Champs-Élysées et de l'avenue George-V, dans le 8e arrondissement de Paris. Il rejoint le siège de la station locale du MI6 situé avenue Gabriel en passant par les Champs-Élysées, le rond-point des Champs-Élysées-Marcel-Dassault et l'avenue Matignon. Bond enquête le long du trajet de l'estafette, à la gendarmerie de Saint-Germain-en-Laye située rue du Panorama, et dans la clairière des Gitans située près du Carrefour Royal.

### Top secret

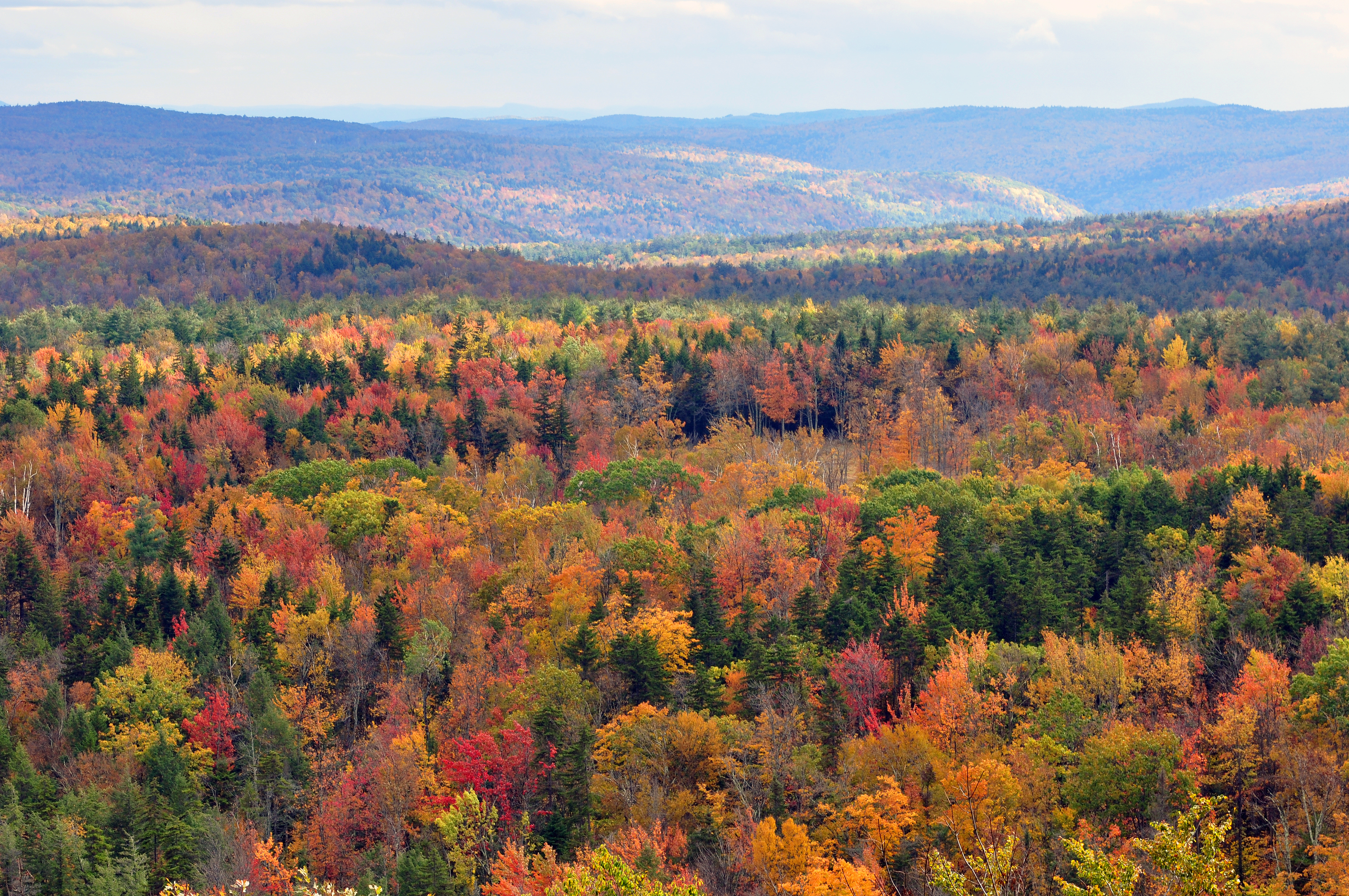
Forêt dans les montagnes Vertes du Vermont.

#### Résumé
Un couple de Britanniques, les Havelock, réside dans une des plus belles propriétés de la Jamaïque. Celle-ci intéresse un mystérieux personnage, prêt à dépenser une fortune pour l'acquérir. Il envoie le major Gonzales pour conclure l'achat de la maison. Ayant refusé de la vendre, les Havelock sont abattus froidement. Un mois plus tard, à Londres, M, le directeur du MI6, révèle à l'agent secret James Bond qu'il connaissait bien les Havelock. Il a retrouvé le commanditaire du double meurtre : Herr von Hammerstein, un ancien nazi de la Gestapo, réfugié à Cuba depuis la fin de la guerre et cherchant à placer son argent dans l'immobilier avant l'arrivée de Fidel Castro au pouvoir. Il se cache désormais dans le nord du Vermont, aux États-Unis, près de la frontière canadienne. M n'ayant aucun moyen légal d'arrêter Hammerstein, Bond accepte de rendre justice en le tuant. Il se rend à Ottawa au Canada et reçoit officieusement l'aide du commissaire de la Gendarmerie royale du Canada. Bond emprunte un ancien chemin de contrebande pour traverser secrètement la frontière américano-canadienne. Après plusieurs heures de marches dans les montagnes Vertes, il arrive à la propriété de Hammerstein à Echo Lake. Mais il doit changer ses plans lorsqu'il tombe sur Judy Havelock venue venger le meurtre de ses parents. Ne laissant aucun choix à Bond, elle abat Hammerstein d'une flèche, tandis que 007 s'occupe du major Gonzales et de ses hommes avec son fusil de chasse. Après la fusillade, Bond retrouve Judy, sous le choc et blessée, l'embrasse et l'emmène passer la frontière avant l'arrivée de la police d'État américaine.

#### Personnages
- James Bond (007) : agent secret britannique du MI6 acceptant de venger la mort des Havelock pour le compte de M en tuant Hammerstein.
- Judy Havelock : fille des Havelock cherchant à venger le meurtre de ses parents en tuant Hammerstein.
- M : directeur du MI6, les services secrets britanniques, et ami des Havelock dont il était le témoin de mariage.
- Herr von Hammerstein : ancien nazi de la Gestapo réfugié à Cuba puis dans le Vermont ayant ordonné le meurtre des Havelock.
- Major Gonzales : homme de main de Hammerstein, assassin des Havelock.
- Colonel Johns : assistant du commissaire de la Gendarmerie royale du Canada venant officieusement en aide à Bond.
- Colonel et Mrs Havelock : couple de britanniques vivant en Jamaïque assassinés par le major Gonzales.
- Agatha et Fayprince : domestiques jamaïcaines du couple Havelock.

#### Lieux
La propriété des Havelock, Content, se trouve dans l'est de la Jamaïque, dans la paroisse de Portland, sur les versants nord du massif des Blue Mountains. Le siège du MI6 se trouve à côté de Regent's Park à Londres au Royaume-Uni. Bond atterrit à l'aéroport de Dorval à Montréal. Il roule jusqu'au siège de la Gendarmerie royale du Canada à Ottawa. Il rejoint la propriété de Hammerstein en prenant la route 17 — actuelles autoroutes 417 et 40 — vers Montréal, puis la route 37 à Sainte-Anne-de-Bellevue, puis la route 7 — actuelle route 133 — jusqu'à Pike River tourne sur la route 52 jusqu'à Stanbridge East et gare sa voiture à Frelighsburg. Il utilise un chemin de contrebande entre Frelighsburg et Franklin pour traverser la frontière américano-canadienne, marche à travers les montagnes Vertes, traverse les routes 108 et 120 et atteint son objectif au-delà de Enosburg Falls pour arriver dans la vallée d'Echo Lake où se trouve la propriété d'Hammerstein.

### Chaleur humaine

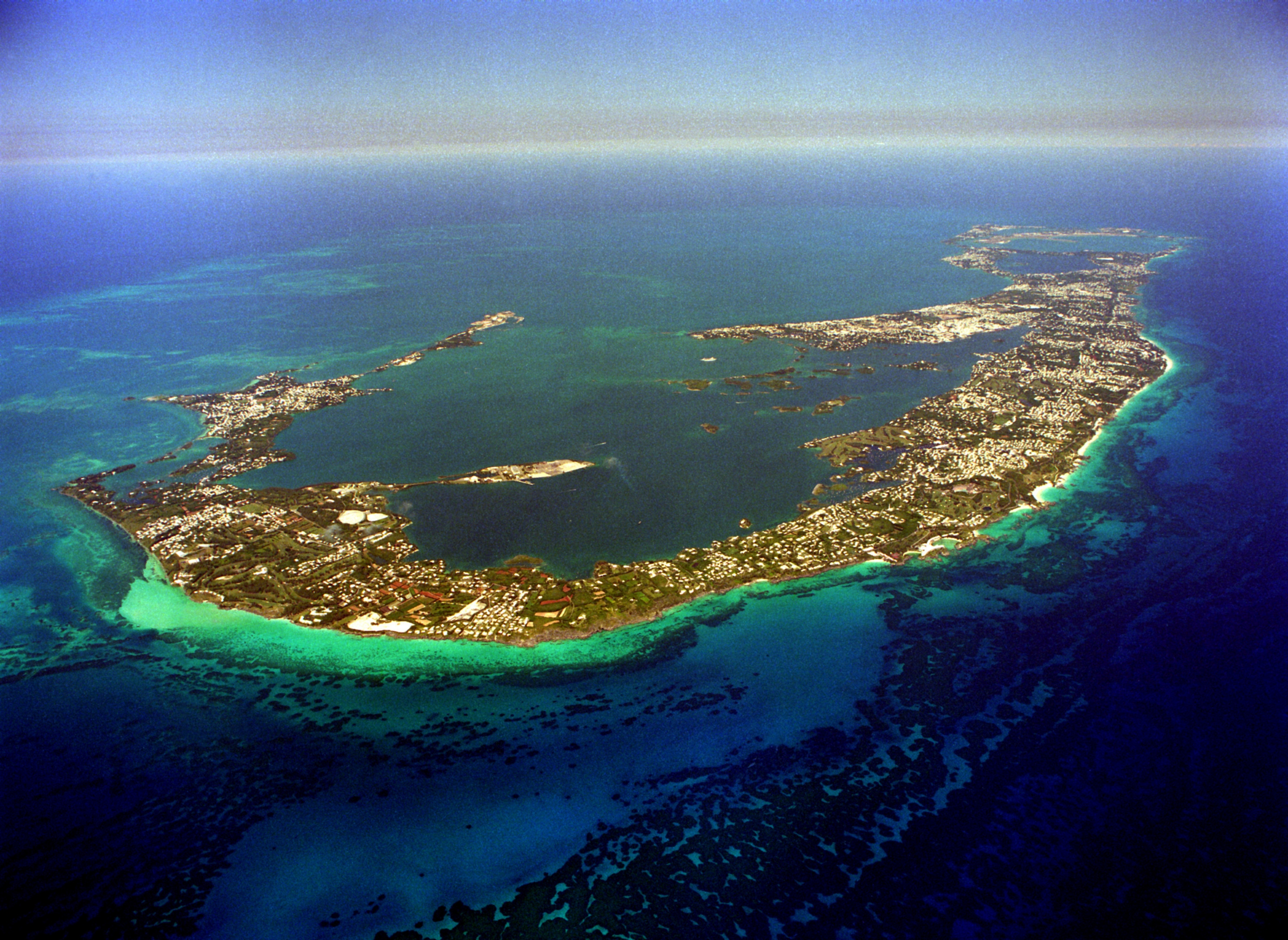
Les Bermudes.

#### Résumé

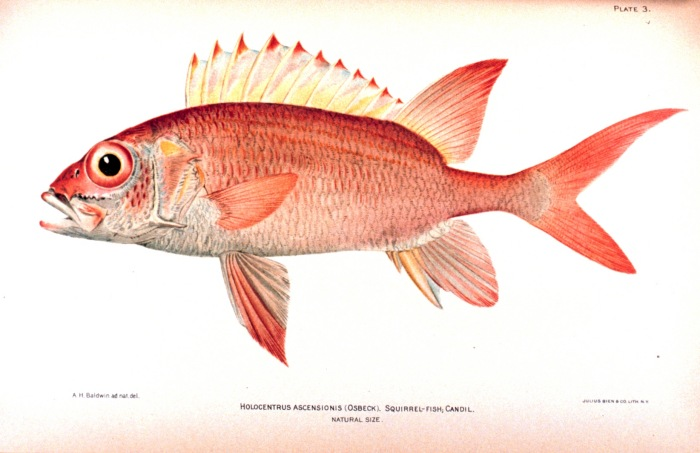
Un poisson écureuil, dont le « Spécimen de Hildebrand » est l'un des rares membres.

Ayant fini une mission aux Bahamas, l'agent secret James Bond est invité par le Gouverneur de la colonie britannique à un dîner dans sa résidence de Nassau. Après le départ des invités, les deux hommes, qui ont peu en commun, se retrouvent seuls et peinent à trouver un sujet de conversation. Le Gouverneur raconte alors à Bond une histoire d'amour pour le moins singulière entre un fonctionnaire des colonies, Philip Masters, et une hôtesse de l'air, Rhoda Llewellyn. Après s'être rencontrés sur un vol pour Londres, ils se marièrent et s'installèrent aux Bermudes. Mais au bout d'un certain temps, Rhoda entama, au vu et au su de tous, une relation extra-conjugale suivie. Philip était effondré et son travail s'en ressentait. Il fut envoyé en mission temporaire à Washington pour faire le point sur son mariage. L'amant de Rhoda mit fin à leur histoire sous la pression de sa riche famille. À son retour, Philip expliqua à Rhoda sa volonté de divorcer et de n'avoir entre-temps plus aucune relation avec elle hors de leurs apparitions publiques. Au bout d'un an, il retourna en Angleterre, laissant Rhoda seule avec d'importantes dettes, sans possibilité de partir. Pour le Gouverneur, cet acte cruel illustre ce qu'il appelle la « loi du minimum de réconfort » (Law of the Quantum of Solace) : une relation entre deux personnes est terminée dès lors que l'une n'a plus aucune considération pour l'autre. Finalement, Philip ne se remit jamais des évènements et démissionna, tandis que Rhoda parvint à remonter la pente en se mariant avec un riche Canadien. Le Gouverneur révèle alors que les invités du dîner que Bond trouvaient ennuyeux étaient Rhoda et son mari canadien.

#### Personnages
- James Bond (007) : agent secret britannique du MI6 en mission aux Bahamas.
- Gouverneur des Bahamas
- Philip Masters : fonctionnaire à l'administration des colonies britanniques.
- Rhoda Llewellyn : hôtesse de l'air, épouse de Philip Masters.
- Sir et Lady Burford : Gouverneur des Bermudes et sa femme.
- Mr Tattersall : fils de bonne famille et amant de Rhoda.

#### Lieux
Le dîner et la conversation ont lieu dans la résidence du Gouverneur des Bahamas à Nassau. L'histoire de la vie de Philip Masters se déroule principalement aux Bermudes, mais aussi au Niger et à Washington.

### Risico

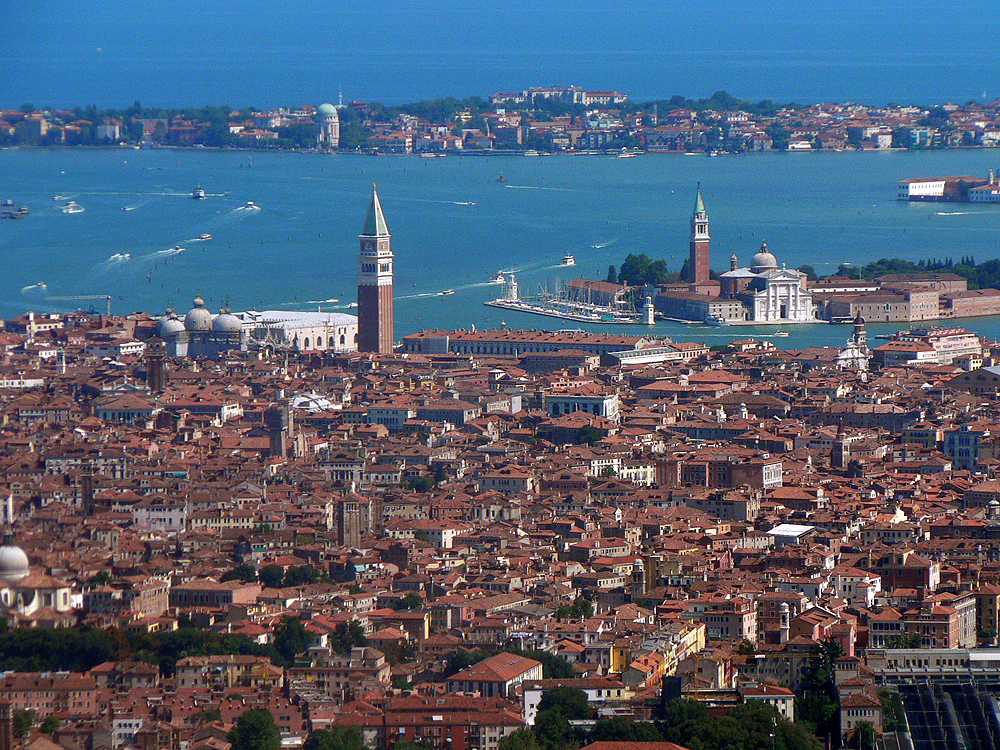
Venise où se rend James Bond.

#### Résumé
Sous pression de sa hiérarchie, M envoie l'agent secret James Bond en Italie afin de trouver et de détruire la source d'un trafic d'héroïne à destination du Royaume-Uni. À Rome, 007 rencontre Kristatos, un contrebandier servant d'informateur à la CIA, qui lui donne l'identité de la tête du réseau : Enrico Colombo, dit « La Colombe », un homme dangereux qui doit être tué à tout prix. Mais ce dernier a espionné toute leur conversation. Bond se retrouve capturé à Venise, alors qu'il essayait d'obtenir plus d'amples informations sur Colombo via une de ses maîtresses, Lisl Baum. À bord de son navire, Colombo admet être un contrebandier, mais il révèle à Bond que c'est en réalité Kristatos lui-même qui est à la tête du trafic de drogues. Pour prouver ses dires, il emmène 007 dans un petit port de pêche au nord d'Ancône où un navire albanais de Kristatos débarque sa cargaison d'opium dans un entrepôt. Une fusillade éclate entre les deux équipages. Bond surprend Kristatos à l'arrière de l'entrepôt en train de mettre en place une bombe pour éliminer Colombo. Kristatos tente de s'échapper en voiture mais Bond l'abat alors qu'il est au volant. Colombo indique à Bond que la cargaison de drogues provient d'Union soviétique qui cherche à déstabiliser le Royaume-Uni. Pour le remercier de son action, il lui donne la clé de la chambre d'hôtel de Lisl Baum.

#### Personnages
- James Bond (007) : agent secret britannique du MI6 en mission en Italie pour détruire un trafic d'héroïne à destination du Royaume-Uni.
- M : directeur du MI6, les services secrets britanniques.
- Kristatos : contrebandier italien, informateur de la CIA, contact de James Bond.
- Enrico Colombo : contrebandier italien, cible de James Bond.
- Lisl Baum : maîtresse viennoise d'Enrico Colombo que James Bond rencontre au cours de sa mission.
- Maître d'hôtel du restaurant Colomba d'Oro.

#### Lieux
La nouvelle se déroule entièrement en Italie, à l'exception de la scène de briefing ayant lieu au siège du MI6 donnant sur Regent's Park à Londres au Royaume-Uni. James Bond dîne au restaurant Colomba d'Oro situé près de la Piazza di Spagna à Rome. À Venise, il flâne au Harry's Bar, au Caffè Florian, au Caffè Quadri, et loge à l'Hôtel Gritti. Il a rendez-vous sur la plage à l'extrémité sud du Lido de Venise derrière Alberoni. Il prend d'assaut un entrepôt du petit port de pêche de Santa Maria, au nord d'Ancône, sur la côte de la Mer Adriatique.

### Le Spécimen rare de Hildebrand

#### Résumé
Ayant fini une mission aux Seychelles, l'agent secret James Bond doit attendre plusieurs jours qu'un navire le ramène sur le continent. Il accepte alors la proposition d'un ami du coin, Fidèle Barbey, d'aider le millionnaire américain Milton Krest à capturer un poisson rare, le « spécimen rare d'Hildebrand ». À bord de son bateau, Krest s'avère être une personne des plus désagréables, prenant un malin plaisir à provoquer ses invités, et n'hésitant pas à battre sa femme avec la queue d'une raie couverte d'épines. Arrivé à Chagrin, un petit îlot de l'Océan Indien, Krest réussit à trouver lui-même le poisson rare et le capture en déversant dans l'eau un poison qui tue tous les poissons des alentours. Ce soir là, célébrant la réussite de son expédition, Krest devient rapidement ivre et se met à insulter Bond et Barbey, et promet à sa femme de la fouetter. Bond parvient à garder son calme et décide de ne pas se mêler des histoires du couple. Dans la nuit, Bond, n'arrivant pas à trouver le sommeil, entend Krest s'étouffer sur le pont au-dessus de lui. Il se précipite mais ne peut que constater le décès de Krest, le poisson rare enfoncé dans sa bouche. Pour ne pas se retrouver mêlé à une enquête pour meurtre, il jette le corps de Krest par-dessus bord et met en scène les lieux du crime pour faire croire à un accident. Bond suspecte aussi bien Elizabeth ou Barbey d'avoir fait le coup, mais le lendemain, rien dans leur comportement ne lui permet de se faire une conviction.

#### Personnages
- James Bond (007) : agent secret britannique du MI6 en repos aux Seychelles.
- Milton Krest : millionnaire américain au comportement détestable cherchant à capturer un poisson rare.
- Fidèle Barbey : ami local de James Bond.
- Elizabeth Krest : épouse de Milton Krest.

#### Lieux
James Bond nage dans le lagon Belle Anse situé à l'extrémité sud de Mahé, l'île principale des Seychelles, un archipel dans l'océan Indien. Le poisson rare se trouve autour de l'îlot Chagrin.

## Publication et réception

### Publication
For Your Eyes Only est publié le 11 avril 1960 au Royaume-Uni par l'éditeur Jonathan Cape. La couverture de cette première édition, dessinée par Richard Chopping (en), représente un œil regardant à travers un trou dans une planche en bois en dessous d'une feuille déchirée d'un rapport typographié. Aux États-Unis, le recueil de nouvelles paraît la même année chez Viking Press.
En France, la traduction de Jean Messin est publiée en 1961 chez Presses Internationales dans la collection Inter-espions sous le titre James Bond en danger. Mais cette traduction est en réalité un roman dont l'intrigue se fonde sur trois des cinq nouvelles du recueil. Une nouvelle traduction, plus fidèle, de Jean-François Crochet et Henri Nolp paraît en 1965 chez Plon sous le titre Bons Baisers de Paris. C'est cette version qui est rééditée depuis.
- (en) For Your Eyes Only, Londres, Jonathan Cape, 1960, 252 p.
- James Bond en danger  (trad. Jean Messin), Paris, Presses Internationales, coll. « Inter-espions » (no 15), 1961 (BNF 32957386)
- Bons baisers de Paris  (trad. Jean-François Crochet et Henri Nolp), Paris, Plon, 1965, 311 p. (BNF 33007557)

La nouvelle From a View to a Kill est publiée seule en 2005 en France par Pocket dans une édition bilingue commentée sous le titre français alternatif James Bond en embuscade.

## Adaptations

### Bande dessinée
Trois des cinq nouvelles du recueil — Risico, Bons Baisers de Paris et Top secret — sont adaptées en comic strip quotidiens en 1961 par l'auteur Henry Gammidge (en) et le dessinateur John McLusky (en). Les bandes dessinées sont publiées dans le tabloïd britannique Daily Express, respectivement du 3 avril au 24 juin, du 25 juin au 9 septembre et du 11 septembre au 9 décembre 1961,,. La maison d'édition Titan Books (en) les réédite au Royaume-Uni le 26 novembre 2004 dans l'album anthologique Goldfinger regroupant également les aventures Goldfinger et Opération Tonnerre.
La nouvelle Le Spécimen rare de Hildebrand est adaptée à son tour en comic strip quotidien en 1967 par l'auteur Jim Lawrence et le dessinateur Yaroslav Horak (en). La bande dessinée est publiée du 29 mai au 16 décembre 1967 dans le tabloïd britannique Daily Express. La maison d'édition Titan Books la réédite au Royaume-Uni le 21 mai 2004 dans l'album anthologique Octopussy regroupant également l'aventure Meilleurs vœux de la Jamaïque (Octopussy).

### Cinéma
Les intrigues des nouvelles Top secret (For Your Eyes Only) et Risico (Risico) sont en partie reprises en 1981 dans Rien que pour vos yeux (For Your Eyes Only), 12e film de James Bond produit par EON Productions, réalisé par John Glen, avec Roger Moore dans le rôle de 007 aux côtés de Carole Bouquet en Miss Havelock, Chaim Topol en Columbo et Julian Glover en Kristatos. Le film parvient à combiner les deux intrigues — le meurtre des Havelock, la vengeance de leur fille, la rivalité entre les contrebandiers Kristatos et Columbo... — tout en modifiant ou rajoutant plusieurs éléments — l'intrigue se déroule principalement en Méditerranée et tourne autour de la récupération d'un système de lancement de missiles britanniques, certains noms et nationalités de personnages sont modifiés....
Le titre anglais de la nouvelle Bons Baisers de Paris (From A View To A Kill) est repris en 1985 pour Dangereusement vôtre (A View To A Kill), 14e film de James Bond produit par EON Productions, réalisé par John Glen, avec Roger Moore dans le rôle de 007. Les intrigues de la nouvelle et du film n'ont rien d'autre en commun si ce n'est que l'action se déroule autour de Paris en France.
Quelques éléments de la nouvelle Le Spécimen rare de Hildebrand (The Hildebrand Rarity) sont repris en 1989 dans Permis de tuer (Licence to Kill), 16e film de James Bond produit par EON Productions, réalisé par John Glen, avec Timothy Dalton dans le rôle de 007. Le film reprend le personnage de Milton Krest, son bateau le Wavekrest et le fouet.
Le titre anglais de la nouvelle Chaleur humaine (Quantum of Solace) est repris en 2008 pour Quantum of Solace, 22e film de James Bond produit par EON Productions, réalisé par Marc Forster, avec Daniel Craig dans le rôle de 007. Le film reprend également le concept de « loi du minimum de réconfort » (Law of the Quantum of Solace), qui est développé dans la nouvelle.